# سیپکه زایلسترا
سیپکه زایلسترا (هلندی: Sipke Zijlstra؛ زادهٔ ۱۳ آوریل ۱۹۸۵) دوچرخه‌سوار اهل هلند است.
وی در مسابقات کشوری و بین‌المللی در مجموع برندهٔ ۱ مدال برنز شده‌ است.